# Chroniques martiennes
Ne doit pas être confondu avec Chroniques galaxiennes.
Chroniques martiennes (titre original : The Martian Chronicles) est un recueil de nouvelles de science-fiction de l'auteur américain Ray Bradbury, publié pour la première fois aux États-Unis en 1950 chez Doubleday.
Il est publié en France aux éditions Denoël en 1954 dans la collection « Présence du futur » dont il est le premier numéro.
Le livre est composé de nouvelles parues dans des magazines entre 1945 et 1950 ainsi que de nouveaux textes écrits spécialement pour le recueil, dont l'action se déroule sur la planète Mars. Chaque nouvelle, à laquelle est associée une date, raconte une histoire qui s'intègre à une histoire globale que l'on lit comme un roman.
La première édition du livre est dédiée à la femme de l'auteur, Marguerite. Dans les éditions suivantes, il est précisé qu'elle a tapé le manuscrit en 1949, et deux personnes sont ajoutées à la dédicace : Norman Corwin (qui travaillait pour la radio de New York) et Walter I. Bradbury (directeur littéraire chez Doubleday).

## Les différentes éditions
Au Royaume-Uni, le livre paraît sous le titre The Silver Locusts avec l'ajout de la nouvelle The Fire Balloons qui, par ailleurs, figure dans les premières éditions du recueil L'Homme illustré ; la nouvelle Usher II étant retirée de la plupart des éditions britanniques.
En France c'est Denoël qui publie le texte, traduit par Henri Robillot, inaugurant la collection « Présence du futur ». Le format de la première édition est 14 x 20,5 cm, il sera ensuite réduit à 12 x 18 puis 10,8 x 18. L'illustration de la couverture représente, sur un fond blanc, une sphère avec son ombre portée de couleur verte. Elle sera remplacée dans les années 1970 par une couverture en couleur avec une illustration dans une sphère.
En 1997 Denoël publie une nouvelle édition. La couverture change de nouveau, la traduction est revue par Jacques Chambon, certains titres de nouvelles sont modifiés et, conformément à l'édition américaine de 1990 dite « du quarantième anniversaire », deux nouvelles sont ajoutées : Les Ballons de feu (The Fire Balloons) et Les Grands Espaces (The Wilderness). Les dates associées aux textes sont changées, projetant le récit trente et un ans dans le futur par rapport aux dates d'origine. On y trouve également une introduction et deux articles signés Ray Bradbury ainsi qu'un cahier pédagogique établi par Jacques Chambon.

La couverture changera une dernière fois avant l'arrêt de la collection « Présence du futur » en 2000. Depuis lors, le livre est édité chez Gallimard dans la collection « Folio SF ».

En novembre 2007, les Chroniques martiennes sont regroupées avec le roman Fahrenheit 451 et le recueil de nouvelles Les Pommes d'or du soleil dans une anthologie de la collection Lunes d'encre chez les éditions Denoël. La même collection accueille en 2019 une nouvelle édition des Chroniques martiennes avec une préface de Tristan Garcia.

Parmi les autres éditions se trouvent celles du Club du Meilleur Livre en juin 1955 avec des illustrations de Jacques Noël ; du Club des Amis du Livre en 1964 avec des illustrations de Christian Broutin ; du Livre de poche en 1968 sous le no 2350 ; de CAL (Culture, Arts, Loisir) dans la collection « Les Chefs-d'Œuvre de la Science Fiction et du Fantastique » en 1973 ; de Gallimard dans le no 10 de la collection « 1000 Soleils » en 1976 ; ou encore de France Loisirs en 1982.

Le Livre de poche a publié le texte en anglais dans la collection « Lire en anglais » en novembre 2004.

## Synopsis
Chroniques martiennes conte l'histoire des premiers colons Terriens vers la planète Mars. La très ancienne civilisation martienne, sur le déclin, finit par disparaître devant l'arrivée massive des humains. À cause d'une guerre qui se déclare sur leur planète d'origine, les Terriens repartent et abandonnent Mars, à l'exception d'une poignée d'entre eux.

## Contenu
- Note : Les dates allant de 1999 à 2026 concernent l'édition de 1954, celles de 2030 à 2057 concernent l'édition révisée de 1997.

### Janvier 1999 / 2030: L'Été de la fusée
- Titre original : Rocket Summer
- Texte inédit.

Le décollage d'une fusée à destination de Mars depuis l'Ohio provoque une éphémère canicule au milieu de l'hiver.

### Février 1999 / 2030: Ylla
- Titre original : Ylla
- Première publication sous le titre I'll not Look for Wine dans le magazine MacLean’s, janvier 1950[17].

Monsieur K et sa femme Ylla sont des Martiens, ils ont la peau cuivrée et les yeux pareils à des pièces d'or fondu. Leur vie de couple est paisible mais ennuyeuse. Un jour, Ylla fait un rêve où lui apparaît un homme physiquement différent des Martiens qui lui dit venir de la Terre. Enchantée par ce rêve, elle le décrit à son mari et cela suffit à le rendre terriblement jaloux, d'autant que le rêve se répète. La fusée partie de l'Ohio avec à son bord le capitaine Nathaniel York et son ami Bert s'approche bel et bien de Mars. Monsieur K, qui a écouté sa femme parler en dormant, découvre le lieu et l'heure de l'atterrissage, empêche Ylla de s'y rendre et, prétextant partir chasser, quitte la maison avec une arme. Il se rend où la fusée s'est posée et tue les deux hommes.

### Août 1999 / 2030: La Nuit d'été
- Titre original : The Summer Night
- Première publication sous le titre The Spring Night dans Arkham Sampler, hiver 1949[17].

Une nuit d'été sur Mars. Des Martiens se mettent à chanter des chansons ou jouer des airs qui leur sont inconnus mais qui leur viennent spontanément à l'esprit. Des chansons et des airs de la Terre.

### Août 1999 / 2030: Les Hommes de la Terre
- Titre original : The Earth Men
- Première publication dans Thrilling Wonder Stories, août 1948[17].

La seconde expédition, comptant quatre hommes dont le capitaine Williams, s'est posée près d'une petite ville martienne. Les Terriens sont enthousiasmés de rencontrer des Martiens avec qui ils peuvent communiquer car ces derniers sont télépathes.
Cependant, les différents habitants qu'ils rencontrent ne manifestent aucune surprise en les voyant ou les écoutant, mais plutôt de l'agacement ou de l'hilarité. Envoyés d'une maison à l'autre, ils finissent par rencontrer, enfermé dans une grande salle, un groupe de Martiens enfin ravis de les accueillir, mais ceux-là prétendent aussi venir de la Terre ou d'autres planètes.
Le capitaine comprend que lui et ses hommes ont été envoyés dans un établissement psychiatrique. Monsieur Xxx, le psychiatre, les considère comme des Martiens psychotiques ayant des hallucinations qu'ils sont capables de projeter hors de leur esprit et de les rendre visibles par les autres Martiens.
Les Terriens s'efforcent de faire reconnaître la vérité en lui montrant leur fusée. Monsieur Xxx ne peut que reconnaître la qualité exceptionnelle de l'illusion puis, jugeant ses patients incurables, les tue. Mais comme l'illusion ne se dissipe pas, il se croit contaminé et se suicide.
Un peu plus tard, des habitants de la ville découvrant la fusée et n'ayant aucune idée de sa fonction la vendent à un ferrailleur qui la remorque à la casse.

### Mars 2000 / 2031: Le Contribuable
- Titre original : The Taxpayer
- Texte inédit.

Derrière les grillages qui protègent la piste de lancement de la prochaine fusée à destination de Mars, un homme interpelle les gardes et insiste pour faire partie de l'expédition. Pour lui, Mars représente la liberté, il veut laisser la Terre et ses problèmes derrière lui. Mais les gardes ne le comprennent pas, se moquent de lui et lui disent de se taire. N’obéissant pas, l'homme est emmené de force tandis que décolle la fusée.

### Avril 2000 / 2031: La Troisième Expédition
- Titre original : The Third Expedition
- Première publication sous le titre Mars is Heaven dans Planet Stories, automne 1948[17].

La troisième expédition, composée de dix-sept hommes, se pose sur Mars. Les Terriens ont la surprise de découvrir une petite ville identique aux paisibles villes de campagne américaines. Les habitants leur disent qu'ils se trouvent sur Terre, mais une Terre qui ressemble à celle de l'enfance des astronautes, et où ceux-ci retrouvent des proches morts depuis longtemps.
Le capitaine finit par comprendre trop tard que tout n'est qu'une illusion née de l'esprit des Martiens télépathes. Lui et ses hommes sont tués par les Martiens.
Le lendemain, ces derniers organisent des funérailles alors que l'illusion dont ils ont usé pour tromper les astronautes s'efface peu à peu.

### Juin 2001 / 2032: Et la lune toujours brillante... /...Et la lune qui luit
- Titre original : And the Moon Be Still as Bright
- Première publication dans Thrilling Wonder Stories, juin 1948[17].

La quatrième expédition a établi un campement sur Mars. Hathaway, le médecin et géologue du bord, a découvert que les derniers Martiens ont récemment succombé à une épidémie de varicelle, apportée par les précédentes expéditions.
Spender, l'archéologue du groupe, perd son calme et agresse un des membres de l'équipage qui jetait des bouteilles vides dans un canal construit par les Martiens. Il quitte le campement. Ses compagnons le recherchent en vain.
Quand il revient plusieurs jours plus tard, il dit aux hommes présents dans le campement à ce moment-là qu'il est le dernier Martien et abat une partie de l'équipage avant de disparaître à nouveau. Le capitaine Wilder et ses hommes partent à sa recherche et le localisent.
Wilder parvient à parlementer avec lui et lui demande pourquoi il agit ainsi. Spender répond qu'il a pris conscience de la grandeur de la civilisation qu'ils ont détruite et veut protéger Mars de la cupidité des Terriens.
Comprenant son point de vue mais ne parvenant pas à le faire renoncer à son projet, Wilder l'abat lui-même pour le protéger de la fureur de ses subordonnés. Il fait placer le corps de Spender dans un antique caveau martien.
Le lendemain, il surprend un de ses hommes, Parkhill, en train de faire du tir à la cible sur les fenêtres en cristal d'un vieux monuments d'une cité martienne et le met hors d'état de nuire d'un violent coup de poing à la mâchoire.

#### Anecdote sur la traduction française
Pour l'édition Denoël de 1954, le traducteur Henri Robillot se laisse emporter par le double contexte poétique de la nouvelle June 2001: And the Moon Be Still as Bright, dont le titre est extrait du célèbre poème So, we'll go no more a-roving, composé par Lord Byron en 1817 à Venise et cité par Ray Bradbury. Les canaux de Venise de Lord Byron et les canaux de Mars de Jeff Spender ont peut-être amené Henri Robillot à lire « So, we'll go no more a-rowing / So late into the night... » au lieu de « So, we'll go no more a-roving / So late into the night... ». Et c'est ainsi que la traduction proposée en 1954 du poème de Byron est « Ainsi nous n'irons plus ramer / Dans les profondeurs de la nuit... », alors que la signification littérale est « Ainsi nous n'irons plus errer ». Ce faux-pas (mais en était-ce un ?) fut relevé par les critiques dans les colonnes de la revue Fiction mais il faudra attendre 42 ans l'édition révisée de 1997, signée de Jacques Chambon et Henri Robillot, pour lire dans la nouvelle, désormais titrée Juin 2032 : ...Et la lune qui luit, cette nouvelle version du poème : « Ainsi nous n'irons plus errer / Au plus tard de la nuit… »

### Août 2001 / 2032: Les Pionniers
- Titre original : The Settlers
- Texte inédit.

Les Terriens commencent à s'installer sur Mars. D'abord les plus aventureux, principalement de l'Amérique du Nord, et principalement des plaines.

### Décembre 2001 / 2032: Le Matin vert
- Titre original : The Green Morning
- Texte inédit.

Benjamin Driscoll est un des premiers Terriens établis sur Mars. Il s'est fixé pour but de faire pousser des arbres sur la planète afin de lui donner davantage d'air respirable. Chaque jour, il creuse le sol, plante les graines et les irrigue avec l'eau des canaux. Un jour, alors qu'il était désespéré, il constate hébété que tout a poussé avec une rapidité miraculeuse.

### Février 2002 / 2033: Les Sauterelles
- Titre original : The Locusts
- Texte inédit.

L'arrivée massive des colons commence, telle une invasion de sauterelles.

### Août 2002 / 2033: Rencontre nocturne
- Titre original : Night Meeting
- Texte inédit.

Tomás Gomez roule seul à bord de sa camionnette. Alors qu'il se repose après avoir traversé les ruines d'une cité martienne, il fait la rencontre d'un Martien nommé Muhe Ca.
Un dialogue s'instaure, chacun comprenant la langue de l'autre grâce à la télépathie du Martien. Ce dernier révèle à Tomás qu'il se rend à un festival dans la ville que le colon a traversée.
Mais Tomás ne voit toujours que des ruines. Le Martien quant à lui n'a jamais vu la ville bâtie par les hommes que lui décrit le Terrien. Ils constatent qu'ils ne peuvent établir de contact physique, se passant littéralement au travers comme si l'un n'était qu'un fantôme pour l'autre.
Ils comprennent qu'en réalité des siècles les séparent, et qu'ils ont pu établir un contact grâce à une mystérieuse propriété du temps en ce lieu. Ils se séparent en se demandant s'ils se reverront un jour, puis chacun reprend sa route.

### Octobre 2002 / 2033: Le Rivage
- Titre original : The Shore
- Texte inédit.

Les colons terriens sont désormais bien établis. Il ne cesse d'en arriver de nouveaux, comme des vagues sur un rivage.

### Novembre 2033: Les Ballons de feu
- Titre original : The Fire Balloons
- Première publication sous le titre In This Sign... dans Imagination, avril 1951[17].
- Ne figure pas dans la première édition des Chroniques martiennes mais dans celle du recueil L'Homme illustré, en 1954, sous le titre Les Boules de feu[18].

Des prêtres arrivent sur Mars. Parmi eux, le Père Peregrine qui s'interroge sur la nature des péchés sur les autres mondes.
Il apprend que parmi les rares Martiens survivants, il en existe se présentant sous une forme désincarnée : des sphères de lumière bleue, qui auraient sauvé la vie d'un colon en difficulté dans les collines. Le père Peregrine souhaite rencontrer ces Martiens et les convertir. Mais lorsqu'il parvient enfin à les contacter, il se rend compte que ces créatures vivent en harmonie et n'ont pas besoin de lui. Il conclut en repartant que chaque monde a acquis une parcelle de la Vérité suprême, et que la réunion de toutes ces vérités créera la Vérité totale.

### Février 2003 / 2034: Intérim
- Titre original : Interim
- Première publication dans Weird Tales, juillet 1947[17].

Les colons ont construit leurs villes identiques à celles de la Terre.

### Avril 2003 / 2034: Les Musiciens
- Titre original : The Musicians
- Texte inédit.

Des gamins s'en vont jouer dans une cité martienne morte.
Dans les ruines, ils trouvent des ossements de Martiens avec lesquels ils s'amusent à produire de la « musique », ce qui déplaît fortement aux adultes qui cherchent à réprimer ce comportement.
Bientôt des hommes, appelés Pompiers, viennent nettoyer les vieilles cités martiennes, faisant disparaître les sources d'amusement des enfants.

### Mai 2034: Les Grands Espaces
- Titre original : The Wilderness
- Première publication dans The Magazine of Fantasy & Science Fiction, novembre 1952.
- Absente de l'édition de 1954, cette nouvelle figure dans le recueil Les Pommes d'or du soleil sous le titre Le Désert semé d'étoiles avec une traduction de Richard Négrou.

Deux femmes, Janice et Leonora, passent leur dernière soirée sur Terre, entre nostalgie, craintes et espoirs. Le lendemain, elles doivent prendre une fusée pour Mars, afin d'y rejoindre leurs hommes.

### Juin 2003 / 2034: À travers les airs / Tout là-haut dans le ciel
- Titre original : Way in the Middle of the Air
- Première publication dans Other Worlds, juillet 1950[17].

Sur Terre, dans une ville du sud des États-Unis, des hommes blancs apprennent le départ imminent pour Mars de tous les Noirs de la localité.
Samuel Teece, le quincailler de la ville et raciste notoire, reconnaît dans la foule qui passe devant sa boutique, Belter, un Noir qui lui doit cinquante dollars, et lui dit qu'il l'empêchera de continuer son chemin tant qu'il n'aura pas remboursé l'argent, ce qui lui fera manquer à coup sûr la fusée. Mais les autres Noirs, solidaires, donnent chacun un peu d'argent, payant la dette, et Teece n'a pas d'autre choix que de laisser partir Belter.
Il tente ensuite d'empêcher le départ du jeune Noir qu'il a à son service et qu'il appelle l'Idiot (Simplet dans la traduction révisée), en lui disant qu'il doit respecter le contrat de travail qu'il a signé, mais un Blanc se propose pour effectuer le travail à sa place et dit à Teece de laisser partir le gamin.
Lorsque Simplet s'en va avec sa famille en voiture, Teece l'entend lui crier : « Qu'est-ce que vous allez faire la nuit maintenant ? » faisant allusion aux campagnes de lynchage des Noirs auxquelles il prenait part. Teece ne comprenant l'allusion qu'avec un temps de retard, se lance avec un ami à la poursuite de Simplet avec l'intention de le tuer, mais ne parvient pas à le rattraper.

### 2004-2005 / 2035-2036: Nommer les noms / L'Imposition des noms
- Titre original : The Naming of Names
- Texte inédit.

Les colons nomment les villes, les montagnes, les vallées, les cours d'eau de Mars en référence à leur culture, effaçant celle des anciens Martiens.

### Avril 2005 / 2036: Usher II
- Titre original : Usher II
- Première publication sous le titre Carnival of Madness dans Thrilling Wonder Stories, avril 1950[17].

William Stendhal a construit sur Mars la Maison Usher, en hommage à l'univers d'Edgar Allan Poe en particulier et à celui des auteurs d'histoires fantastiques en général. Il reçoit la visite d'un inspecteur de l'Hygiène morale qui lui annonce que la maison doit être détruite. En effet, nombre de livres admirés par Stendhal ont été brûlés trente ans plus tôt sur Terre, car jugés dangereux pour la morale. Mais Stendhal et son ami Pike ont d'autres plans et tendent un piège à leurs persécuteurs. Profitant de leur ignorance de l'œuvre de Poe, ils les tuent exactement de la façon décrite par l'écrivain et les remplacent par des robots destinés à noyauter l'institution.
On peut clairement relever dans cette nouvelle des idées qui seront développées dans le roman Fahrenheit 451.

### Août 2005 / 2036: Les Vieillards
- Titre original : The Old Ones
- Texte inédit.

Mars est désormais hospitalière pour les Terriens. Les plus âgés peuvent s'y installer.

### Septembre 2005 / 2036: Le Martien
- Titre original : The Martian
- Première publication sous le titre Impossible dans Super Science Stories, novembre 1949[17].

Un couple de vieux Terriens s'est installé près d'un canal martien. Par une nuit pluvieuse, ils entendent quelqu'un s'approcher de leur maison. En allant jeter un coup d'œil dehors, le mari croit reconnaître son fils qui se tient sous la pluie. Mais son fils est mort depuis plusieurs années sur Terre. Il comprend qu'il a affaire à un Martien qui peut prendre l'apparence d'un proche disparu, mais il l'accepte comme tel. Hélas, au cours d'un voyage en ville, le Martien se retrouve piégé par une autre famille qui croit reconnaître en lui sa fille disparue. Le mari parvient à l'arracher à sa nouvelle famille, mais d'autres personnes croient reconnaître en lui quelqu'un d'autre et se le disputent, provoquant sa mort.

### Novembre 2005 / 2036: La Boutique de bagages / Le Marchand de bagages
- Titre original : The Luggage Store
- Texte inédit.

Dans une boutique de bagages sur Mars, le propriétaire du magasin discute avec le Père Peregrine à propos de la grande guerre qui menace sur Terre. Il pense que les colons, installés depuis trop peu de temps sur Mars vont s’inquiéter pour les proches qu'ils ont laissés sur Terre et vont vouloir y retourner pour être auprès d'eux.
L'histoire se conclut en sous-entendant que le père Peregrine se prépare à retourner sur Terre  

### Novembre 2005 / 2036: La Morte-saison / Morte-saison
- Titre original : The Off Season

Première publication dans Thrilling Wonder Stories, décembre 1948.
Sam Parkhill, un ancien membre de la quatrième expédition, vient d'ouvrir avec sa femme Elma le premier comptoir de hot-dogs sur Mars. Il est optimiste et pense faire fortune grâce aux nouveaux colons qui doivent bientôt arriver. il n'a cependant pas entendu les récentes nouvelles de la Terre au sujet de la guerre qui menace.
Il reçoit la visite d'un des tout derniers Martiens encore en vie. Se méprenant sur ses intentions, il prend peur et le tue. Le couple voyant approcher d'autres Martiens, craignant pour sa sécurité, décide de prendre la fuite. Sam et Elma se font rattraper par les Martiens qui, à leur grande surprise, ne leur en veulent pas. Ils annoncent même qu'ils leur cèdent la moitié de Mars, et qu'un grand événement concernant la Terre va se produire.
Sam Parkhill, tout heureux, pense à une arrivée précoce des nouveaux colons. Dans le ciel il ne voit aucune trace de fusées, mais un astre s'embrase soudainement. C'est la Terre, sur laquelle un conflit nucléaire global vient d'éclater.
Elma pense alors avec ironie que c'est plutôt la morte-saison qui vient de débuter pour leur affaire.

### Novembre 2005 / 2036: Les Spectateurs
- Titre original : The Watchers
- Première publication dans Weird Tales, mai 1945[17].

Une guerre nucléaire éclate sur Terre. Les colons assistent à l'embrasement de leur planète d'origine en observant le ciel. Inquiets pour les proches qu'ils ont laissés sur Terre, ils décident de rentrer. Et ne reste qu’une poignée de terriens sur Mars.

### Décembre 2005 / 2036: Les Villes muettes
- Titre original : The Silent Towns
- Première publication dans Charm, mars 1949[17].

La quasi-totalité des colons est repartie sur Terre. Les villes de Mars sont à l'abandon.
Walter Gripp, un célibataire vivant en retrait dans les montagnes et ne venant qu’occasionnellement en ville dans l'espoir d'y trouver l'âme sœur, n'était pas au courant du départ des colons. Il savoure le plaisir de pouvoir disposer de tout gratuitement, mais il est seul.
Un jour, il entend un téléphone sonner. Le temps de le localiser, la sonnerie s'est arrêtée. Un autre téléphone se met à sonner, mais il loupe encore une fois la communication.
Pensant que seule une femme aurait l'idée de téléphoner sans arrêt, il décide d'appeler tous les abonnés inscrits dans l'annuaire martien, espérant localiser l'éventuelle interlocutrice.
Ce qui finit par aboutir : elle s'appelle Geneviève et habite dans une autre ville. Il fonce la rejoindre en voiture, mais Genevieve ne correspond pas du tout à la femme qu'il imaginait.
Au point de prendre la fuite pour s'installer dans une autre ville située à plusieurs milliers de kilomètres, seul. Et quand il entend sonner un téléphone, il ne répond pas.

### Avril 2026 / 2057: Les Longues Années
- Titre original : The Long Years
- Première publication sous le titre Dwellers in Silence dans MacLean’s, septembre 1948[17].

Hathaway, ancien membre de la quatrième expédition, vit toujours sur Mars, dans une hutte de pierre avec sa femme, ses deux filles et son fils. Après s'être recueilli sur quatre tombes, il voit une fusée approcher dans le ciel martien. Il s'agit du capitaine Wilder et de ses hommes, revenus d'un voyage de plus de vingt ans dans le Système solaire, où ses supérieurs l'ont envoyé pour l'écarter à cause de ses idées politiques sur la colonisation de Mars. L'un des astronautes, qui a connu le fils d'Hathaway à l'école, s'étonne du fait qu'il n'ait pas vieilli. Et pour cause : tous les membres de la famille d'Hathaway sont morts des années auparavant et ce dernier les a remplacés par des robots. Il décède d'une crise cardiaque et l'équipage, avant de rentrer sur Terre, décide de ne pas détruire les robots.

### Août 2026 / 2057: Il viendra des pluies douces / Viendront de douces pluies
- Titre original : There Will Come Soft Rains
- Première publication dans Collier’s, mai 1950[17]

Sur Terre, dans la matinée du 4 août, dans une maison entièrement automatisée, une horloge parlante annonce l'heure, un fourneau prépare un petit déjeuner, des robots effectuent diverses tâches domestiques.
Mais la maison est vide d'occupant. Ses murs à l'extérieur sont carbonisés, excepté en quelques endroits où se découpent les silhouettes blanches d'un homme en train de tondre la pelouse, d'une femme qui ramasse des fleurs et de deux enfants jouant au ballon.
Cette maison  est la seule encore debout de la ville d'Allendale, en Californie, où il n'y a plus âme qui vive après la guerre nucléaire.
Dans la soirée, après un orage, un incendie se déclare dans la maison, la détruisant entièrement. Parmi les ruines, seul un pan de mur est encore debout.
- Le titre de la nouvelle vient du poème de Sara Teasdale, There Will Come Soft Rains, cité dans le texte, qui traite également un cadre post-apocalyptique.

### Octobre 2026 / 2057: Le Pique-nique d'un million d'années / Pique-nique dans un million d'années
- Titre original : The Million-Year Picnic
- Première publication dans Planet Stories, été 1946[17].

Une famille a pu rejoindre Mars en fusée et échapper à la guerre sur Terre. Une autre famille doit la rejoindre dans les prochains jours. En attendant, à bord d'un canot à moteur, le père emmène sa femme et ses enfants sur un canal. Il a promis de leur montrer des Martiens.
Après avoir fait exploser à distance leur fusée, ils s'arrêtent dans les ruines d'une cité martienne. Le père explique à ses enfants qu'ils sont venus ici pour prendre un nouveau départ, changer de mode de vie, avec la poignée de Terriens qui doit les rejoindre bientôt: ancien gouverneur, il a fui un monde qui lui paraissait aller à sa destruction.
Puis, tenant sa promesse de leur montrer des Martiens, il conduit sa femme et ses enfants au bord du canal et montre leur reflet dans l'eau.

## Personnages récurrents
Il n' y a pas de personnage principal dans les Chroniques martiennes. Comme il s'agit d'un recueil de nouvelles, chaque texte en présente de nouveaux dont il n'est plus question par la suite. Cependant, quelques-uns sont présents dans au moins deux nouvelles.
- Sam Parkhill, membre de la Quatrième Expédition (Juin 2001/2032 : Et la lune toujours brillante.../...Et la lune qui luit), monte son comptoir à hot-dogs sur Mars (Novembre 2005/2036 : La Morte-saison). On apprend plus tard qu'il est reparti sur terre avant la catastrophe, où il a très certainement trouvé la mort (Avril 2026/2057 : Les Longues Années).
- Hathaway, le médecin de la Quatrième Expédition, vit dans une hutte en pierre sur Mars (Avril 2026/2057 : Les Longues Années).
- le capitaine Wilder, également de la Quatrième Expédition, retrouve Hathaway (Avril 2026/2057 : Les Longues Années). Il est en outre évoqué par Sam Parkhill dans la nouvelle consacrée à ce dernier. On ne sait pas ce qu'il advient de lui après son retour sur Terre.
- le Père Peregrine, prêtre débarquant sur Mars pour évangéliser les Martiens (Novembre 2033 : Les Ballons de feu), discute plus tard avec le marchand de bagages, ce qui laisse entendre qu'il repartira avec les autres Terriens (Novembre 2005/2036 : La Boutique de bagages/Le Marchand de bagages).
- Walter Gripp (Décembre 2005/2036 : Les Villes muettes) est brièvement évoqué par le capitaine Wilder (Avril 2026/2057 : Les Longues Années). On apprend alors qu'il vit toujours en solitaire. On ne sait pas ce qu'est devenue sa compagne.

Les noms des membres des premières expéditions sont plusieurs fois cités (Nathaniel York, Williams, Spender...).

## Adaptations

### À la télévision
Ce livre a fait l'objet, en 1980, d'une adaptation télévisuelle du même nom sous la forme d'une mini-série en trois parties, réalisé par Michael Anderson sur un scénario de Richard Matheson, avec notamment Rock Hudson, Roddy McDowall, Barry Morse, Laurie Holden, Gayle Hunnicutt.
Dans la série télévisée Ray Bradbury présente — ou Le Monde fantastique de Ray Bradbury — (The Ray Bradbury Theater), plusieurs nouvelles des Chroniques martiennes sont adaptées : La Troisième Expédition sous le titre Le Paradis sur Mars (épisode 31), Usher II (épisode 35), Et la lune toujours brillante... sous le titre Et la lune brillera (épisode 37), Les Longues Années (épisode 41), Les Hommes de la Terre (épisode 43), Le Martien (épisode 50) et Les Villes muettes (épisode 62).
La Nuit d'été est adaptée en 1952 pour la série télévisée Suspense (épisode 136).
Le Martien fait l'objet d'un court métrage en 1965 par le réalisateur espagnol Francisco Montolío sous le titre El marciano.
Il viendra des pluies douces est adapté en court-métrage d'animation en 1984 par le réalisateur ouzbek Nazim Tulyakhodzayev.
Les Chroniques martiennes, dans une adaptation de Louis Pauwels et une mise en scène de Jean-Claude Amyl, font l'objet d'une version télévisée réalisée par Renée Kammerscheit et diffusée le 13 décembre 1974 sur la chaîne FR3. Interprètes : Guy Shelley, Jean-José Fleury, Jean-Claude Amyl, Virginie Billetdoux, Alain Fourès, Olivier Sidney, Emmanuel Dechartre, Elizabeth Margoni, Jacky Pratoussy, Xavier Bouvier.

### Autres adaptations
Ray Bradbury a lui-même adapté son récit pour le théâtre, comme il le dit dans son introduction : « À la fin des années 70, j’ai produit une adaptation de Chroniques martiennes sur la scène d’un théâtre de Wilshire Boulevard. À six rues de là, le musée de Los Angeles accueillait l’exposition itinérante de Toutankhamon. Du théâtre à Toutankhamon et de Toutankhamon au théâtre, surprise à m’en décrocher la mâchoire. « Grands dieux ! » me suis-je exclamé en contemplant le masque d’or du pharaon égyptien. « C’est Mars. ». [...] Ainsi, devant mes yeux et se mêlant dans mon esprit, les vieux mythes reprenaient vie et les nouveaux mythes s’enveloppaient de bandelettes et affichaient des masques resplendissants. » 

En France, Louis Pauwels signe une adaptation théâtrale avec Jean-Louis Barrault en 1966. Elle est reprise en 1974 par le Théâtre Poétique National, compagnie Guy Shelley, et mise en scène par Jean-Claude Amyl au Théâtre de l'Église Saint-Roch à Paris, avec une musique « martienne » empruntée à la composition Lord of the Rings de Bo Hansson (thème The Old Forest pour l'épisode Ylla). La même année, cette adaptation fait l'objet d'une version télévisée diffusée le 13 décembre 1974 sur la chaîne FR3, réalisée par Renée Kammerscheit.
Le récit There Will Come Soft Rains a été adapté en bande-dessinée par Wally Wood dans le comic book Weird Fantasy n° 17 (janvier 1953).

Le récit The Million-Year Picnic a été adapté en bande-dessinée par Will Elder et John Severin dans le comic book Weird Fantasy n° 21 (janvier 1953).

Le récit The Silent Towns a été adapté en bande-dessinée par Reed Crandall dans le comic book Weird Fantasy n° 22 (janvier 1953).
Le journal américain Los Angeles Times a publié dans ses pages une bande dessinée inspirée des Chroniques martiennes en 1975,.

En juin 1994, c'est Topps Comics qui édite une bande dessinée d'après le livre.
L'acteur Jean-Marc Tennberg a enregistré un livre disque de la nouvelle Avril 2005 : Usher II sous le titre Chroniques martiennes Usher 2 aux éditions Disques JMT coll. Chefs-d'œuvre de l'Imaginaire.
Le jeu vidéo World of Ultima 2 : Martian Dreams de l'éditeur Origin Systems est en partie basé et/ou inspiré des Chroniques Martiennes le tout mêlé aux écrits de Jules Verne.
En 1984, le groupe de rock progressif hongrois Solaris sort son premier album Marsbéli krónikák, directement inspiré de l'œuvre de Bradbury.

## Classique de la science-fiction
Ce roman est considéré comme un grand classique de la science-fiction dans les ouvrages de référence suivants :
- Annick Beguin, Les 100 principaux titres de la science-fiction, Cosmos 2000, 1981 ;
- Jacques Sadoul, Anthologie de la littérature de science-fiction, Ramsay, 1981 ;
- Jacques Goimard et Claude Aziza, Encyclopédie de poche de la science-fiction. Guide de lecture, Presses Pocket, coll. « Science-fiction », no 5237, 1986 ;
- Denis Guiot, La Science-fiction, Massin, coll. « Le monde de... », 1987 ;
- Cité dans La Bibliothèque idéale de la SF (1988) ;
- Enquête du Fanzine Carnage mondain auprès de ses lecteurs, 1989 ;
- Lorris Murail, Les Maîtres de la science-fiction, Bordas, coll. « Compacts », 1993 ;
- Stan Barets, Le science-fictionnaire, Denoël, coll. « Présence du futur », 1994 ;
- Bibliothèque idéale du webzine Cafard cosmique ;
- Les cent livres du siècle du journal Le Monde.

Bradbury déclare au journaliste de Weekly Alibi, lors d’une interview réalisée le 27 septembre 1997, les Chroniques ne sont pas de la science-fiction, selon sa propre définition de la SF :
Weekly Alibi: With the way science is progressing, do you think writing science fiction is harder today than it was in the past?
Bradbury: No. First of all, I don't write science fiction. I've only done one science fiction book and that's Fahrenheit 451, based on reality. Science fiction is a depiction of the real. Fantasy is a depiction of the unreal. So Martian Chronicles is not science fiction, it's fantasy. It couldn't happen, you see? That's the reason it's going to be around a long time — because it's a Greek myth, and myths have staying power.